# Rippweiler
Rippweiler est une section de la commune luxembourgeoise d'Useldange située dans le canton de Redange.